# Medalia „Meritul Civic”
Medalia „Meritul Civic” este o medalie de stat din Republica Moldova, care se acordă prin decret prezidențial pentru merite deosebite în toate domeniile de activitate social-economică începând cu 1992.

## Istoric
Temeiul legal al constituirii și acordării acestui ordin se găsește în legea semnată (Legea Nr. 1123) de președintele Republicii Moldova, Mircea Snegur la data de 30 iulie 1992, care a fost ulterior modificată de mai multe ori.

## Descriere

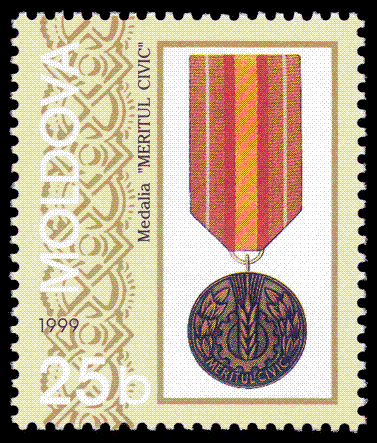
Medalia „Meritul Civic” pe un timbru moldovenesc din 1999

Medalia „Meritul Civic” se confecționează din tombac în formă de cerc cu diametrul de 30 mm. Pe aversul medaliei este reprezentată imaginea în relief a unei roți zimțate, care încadrează un spic. În partea inferioară a cercului se află imprimată inscripția în relief „Meritul Civic”, pe partea superioară sunt amplasate simetric ramuri de laur.
Medalia se fixează de baretă cu un inel. Bareta este acoperită cu o panglică de moar, lată de 25 mm, cu dungi simetrice de culoare aurie, albă, aurie, roșie și cu o dungă galbenă la mijloc.